# Этнонимы орстхойцев
Этнонимы орстхойцев — совокупность известных современному кавказоведению этнонимов вайнахской народности орстхойцев. Включает самоназвания (эндоэтнонимы) и использующиеся другими этносами названия (экзоэтнонимы) орстхойцев на протяжении их существования на Северном Кавказе.

## Самоназвание
Самоназвание представителей вайнахского общества Орстхой принято транскрибировать на русский язык как этноним орстхойцы или орстхоевцы, на сегодняшний день это наименование употребляется в современной кавказоведческой научной и научно-популярной литературе. Также в наши дни народность орстхойцев в русскоязычных источниках могут именовать используя варианты названия общества, более точно приближая его к звучанию в чеченском и ингушском языках — Арстхой/Арштхой, Орстхой/Орштхой, Эрстхой/Эрштхой. Среди самих вайнахов существовали/существуют небольшие различия в произношении: самоназвание орстхойцев и название в ингушском языке — Арсхте/Арште (галанчож. и ингуш. Аьрштӏи), у чеченцев — Арстхой/Арштхой/Орстхой (чечен. Аьрштхой).
| Примеры вариантов произношения/написания самоназвания орстхойцев в различных источниках: |                                        |                                                 |
| Как русскоязычный этноним | Как вайнахское общество                | Название исконной территории проживания         |
| орстхойцыАС, орстхоевцыАИ | ОрстхойАС, Орштхой                     | Орстхой-Мохк                                    |
| | АрштеА, АрстхойС, АрсьтхойС, АрштхойАС | АрстахС, АрштеГ=АрсхтеК, Ариш ТояйГ=Арисх тояиК |
| эрстхойцы, эрштхойцыС | Эрстхой, ЭрштхойМС                     |                                                 |
| А — в работах доктора исторических наук, профессора, академика АН ЧР Ш. Б. Ахмадова. М — в работах исследователя М. А. Мамакаева. С — >Чеченский исследователь-краевед А. С. Сулейманов. Г — в работах естествоиспытателя и путешественника XVIII века И. А. Гюльденштедта. К — современные комментарии к работе И. А. Гюльденштедта (вероятно, указанные названия ближе к оригиналу). И — в открытом письме-статье от инициативной группы орстхойцев. |                                        |                                                 |

## Этимология
Что легло в основу самоназвания орстхойцы остается невыясненным, но существует ряд различной степени авторитетности предположений его этимологии. Например, согласно чеченскому исследователю-языковеду Я. С. Вагапову, наиболее вероятно, что этот этноним нахского происхождения, слово состоит из корня оpc-/арс-/урс-/эрс- (перевод — «лесистая гора», менее употребительно — «лес»), суффиксов -т-, -х-, -о- (-х- — суффикс лица, -о- — именной суффикс) и окончания множественного числа -й. Альтернативная гипотеза, высказанная в 60-х годах XX века фольклористом и филологом А. О. Мальсаговым, предполагает значение наименования орстхойцев как «жители равнин», У. Б. Далгат в монографии «Героический эпос чеченцев и ингушей» цитирует А. О. Мальсагова: 
По всей вероятности, «орстхой-арштхой-аьрашхой» происходит от «аре» (равнина, плоскость), «ш» — показатель множественности, «тӏа» — послелог, «хо» — словообразовательный суффикс. Таким образом, «орстхо-арштхо-аьрашхо» (житель равнины) в противоположность «лоамаро» (горец).
Этимология, предложенная А. О. Мальсаговвым, связана с неподтверждённой гипотезой, согласно которой орстхойцы первоначально расселялись не в горных областях, а заселяли равнины и предгорья центральной части Северного Кавказа. Подобное предположение рассматривают и некоторые другие исследователи, например, И. В. Бызов считает, что после вытеснения вайнахов с «плоскости» аланскими племенами, оставшиеся на предгорной равнине аборигены положили начало отдельному этническому образованию — Арштхой/Орстхой. И. В. Бызов выделяет в этом этнониме морфемы аре — йист — хой и переводит его также как А. О. Мальсагов — «жители равнин».
Ещё одна версия этимологии орстхойцев предложена значительным советско-российским языковедом-иранистом В. И. Абаевым. В его фундаментальном труде — «Историко-этимологическом словаре осетинского языка» (1958—90 годы), упоминается происхождение наименования мифического богатырского племени нарт-орхустойцев — персонажей общекавказского «Нартского эпоса», в котором некоторые исследователи видят возможный эпоним исторических орстхойцев. В. И. Абаев возводит название нарт-орхустойцев к имени одного из героев эпоса — Ахсартагу (Xsærtæg/Æxsærtæg) и считает, что это имя, как и весь «Нартский эпос», восходит к скифскому времени. Также исследователем предложен вариант трансформации этого имени в ингушском языке: Axsartoj → Arxastoj → Orxustoj.

## Ономастика
Углубляясь в ономастику этнонима орстхойцы, ряд исследователей (В. И. Абаев, Я. С. Вагапов, И. Е. Саратов, А. С. Сулейманов) предлагают смелые гипотезы происхождения этого наименования. Однако, в основном, данные теории не являются доказанными и на сегодняшний день не признаны в официальной научной среде, также в них часто прослеживается трактовка этимологии этнонима в пользу националистических интересов того или иного современного народа под влиянием сложившейся политической конъюнктуры.
Я. С. Вагапов, считая нахскую природу наименования орстхойцы совершенно ясной и не вызывающей сомнений, предполагает в этом этнониме те же морфемы, что и в названии чеченского тайпа Орсой. Чеченский исследователь-краевед А. С. Сулейманов в своей работе «Топонимия Чечено-Ингушетии» приводит различные версии этимологии имени орсойцев, однако не сообщает о какой-либо связи между ними и орстхойцами. В пояснениях-переводах к созвучным с тайпом Орсой объектам микротопонимии Чечни он возводит происхождение названия орсойцев то к сарматским аорсам, то к русским. Другой исследователь — И. Е. Саратов, на основании работ А. С. Сулейманова, делает далеко идущие предположения о связи этнонима орстхойцы и орсойцы со славянами-русами. Более профессионально связь нахского корня оpc-/арс-/урс-/эрс- со славянской формой рус исследовал Я. С. Вагапов: вайнахское название русских — оьрсий (чеч.) и эрсий (ингуш.), обычно рассматривается как заимствование из тюркских языков, в которых форма рус, в связи с избеганием тюрками (как и вайнахами) начального р, преобразовалась в орус, урус, Я. С. Вагапов предлагает гипотезу, в которой название русских в вайнахских языках является собственным, а не заимствованным, и имя орстхойцев может быть с ним связано. В своих исследованиях он опирается на существование этнонима арса и считает, что возможно нижеследующее:

— название славян арса на собственно славянской почве могло измениться в рос-/рус-;

— носители вайнахских языков в качестве названия славян могли употреблять форму, образованную от корня арса: арсай — орсой — оьрсий — эрсий, что на их языке означало «лесные», а сосредоточенные в основном в лесной и лесостепной зоне славяне вполне могли быть так ими названы.

Однако Я. С. Вагапов не отрицает, что если вайнахское название русских заимствовано и является результатом адаптации на тюркско-вайнахской почве формы рус-/орус-/орс-, то созвучие вайнахского этнонима орстхойцы, как и орсойцы, с названием оьрсий/эрсий — «русские», надо рассматривать как случайное совпадение.
В качестве материала для размышления Я. С. Вагапов также рассматривает происхождение названия античного племени аланорсов, пытаясь найти в нём нахские корни. Этот этноним логично связывает с наименованием алан В. И. Абаев, объясняя его происхождение из осетинского: орс — «белый», соответственно аланорсы — «белые аланы». Но есть и другое понимание этого этнонима M. Фасмером — как слияние наименований алан и аорсов. Я. С. Вагапов тоже считает этот этнос союзом алан с аорсами/орсами, и поскольку вайнахское «алан» этимологизируется как «равнинный», «степной», то, он предполагает возможным, что аланорсы — это нахское «степные аорсы/орсы».

## Экзоэтнонимы
Больша́я часть сообщений об орстхойцах, как документальных, так и фольклорных, упоминает эту народность под каким-либо экзоэтнонимом. Некоторые известные варианты названий орстхойцев, которые давали им соседние народы:
1. Балой, балойцы — наименование, бытовавшее среди части ичкеринцев[17]. Также этим этнонимом ичкеринцы обозначали и других выходцев из исторической области Лам-Акки (Горная Акка) — горных аккинцев и ялхоройцев (иногда этот тайп включают в состав орстхойцев). Вероятно, это имя происходит от названия старинного общества Балой, представители которого могли являться общими предками указанных этнических групп[18].
2. Балсу, балсурцы — согласно сообщению естествоиспытателя и путешественника XVIII века И. А. Гюльденштедта это наименование орстхойцев бытовало у черкесов[19]. В дальнейшем, под этим именем орстхойцы попали во многие документы Российской империи. Наименование происходит от тюркского названия реки Фортанга — Балсу[20], которое в тюркских языках означает «медовая вода»[2]. Однако, согласно другой гипотезе, которую предлагает чеченский краевед А. С. Сулейманов, название реки является нахским — Балсур-хи, и переводится как «Балойских войск река», таким образом, он возводит имя орстхойцев к предыдущему варианту — от общества Балой[21].
3. Карабулаки — наименование тоже тюркского происхождения, согласно А. С. Сулейманову, это имя орстхойцам дали кумыки, и происходит оно от кумыкского кхара-булакх — «чёрная речка», «чёрный источник»[21]. Также в некоторых документах XIX века карабулаками называли равнинных аккинцев, однако этногенез этой группы несколько сложнее и в её формировании, помимо орстхойцев, принимали участие и другие вайнахские народности, а более известное название, которое закрепилось за равнинными аккинцами — ауховцы[22][23].